# ルートダブル -Before Crime * After Days-
『ルートダブル -Before Crime * After Days-』（ルートダブル ビフォー クライム アフター デイズ）は、2012年6月14日にイエティよりXbox 360で発売されたSFサスペンスアドベンチャーゲーム。及び、それを題材にしたノベル作品。その後2012年9月28日に同社よりWindows移植版が発売された。
2013年10月24日には新要素を追加したPlayStation 3版『ルートダブル -Before Crime * After Days- Xtend edition』（ルートダブル ビフォー クライム アフター デイズ エクステンド エディション）が発売された。更に2014年7月24日にはPS3版と同様の内容のPlayStation Vita版がダウンロード専売として発売された。
2017年7月4日にはiOS版『ルートダブル -Before Crime * After Days- Smart Edition』（ルートダブル ビフォー クライム アフター デイズ スマート エディション）が発売。同年11月10日には同様の内容のAndroid版も発売された。
『Xtend edition』は日本国外では更にSteam版が2016年4月28日に、Nintendo Switch版が2020年11月26日に発売された。国外のみPlayStation Vita版もパッケージ版が発売している。

## 概要
『Myself ; Yourself』に続くイエティのオリジナル作品第2弾。レジスタのオリジナル作品としては『I/O』を含めて第3弾にあたる。原案・監督は『I/O』と同様、infinityシリーズの中澤工が務める。2010年12月に製作発表が行われたが、翌2011年3月に東日本大震災とそれに伴う福島第一原子力発電所事故が発生したため、スタッフは「原子炉の事故により放射能に汚染された研究施設からの脱出」を目的とする本作品の情報を自粛した上で、内容について検討しなおすことにした。その結果、ゲーム内容は被災者を貶めるものではないと判断され、当初の企画どおりの形で完成することになった。実際に発売したところ、この作品に対して震災被害者から感謝の辞が届いたこともあったという。
本作品にはBeyond Communication (BC) と呼ばれるテレパシーが登場するが、劇中の世界では理論が確立しているため、登場人物の認識は別として語義の上では「超能力」ではなく普通の「能力」とされる。BCの設定を組む上で専門的な知識の不足を感じた中澤はツイッターを通じて広く協力を呼びかけ、寄せられたアイディアを元に緻密な設定を作り上げた。結果としてBCの帯びた現実味は高く評価された。
ユーザーの年齢分布は20代から30代で、中澤の想定から5歳ほど年齢層が高かった。学生の天川夏彦と社会人の笠鷺渡瀬をダブル主人公としたのは両世代が遊びやすくする意図もあったのだが、ユーザー層が社会人寄りだったため渡瀬により強く感情移入するプレイヤーが多かったのは誤算だったと中澤は述べている。

### シナリオ構成
「人それぞれに価値観があり、正義がある」というのが本作品のテーマであり、同様の発想から2人の主人公を起用した『Myself ; Yourself』の要素を継承しつつもさらに深化させている。『ルートダブル』という題名のとおり、本作品では2人の主人公それぞれの視点から物語が描かれる。しかしこの種のゲームで一般的な、同じ時系列の出来事を異なる視点から見た「パラレルタイプ」ではなく、異なる時系列を取り上げた「シリアルタイプ」を採用している。研究所で起きた事故を機として、天川夏彦が主人公のシナリオでは過去を、笠鷺渡瀬のシナリオでは未来を描き、両者を読了することで事態の全貌が把握できるようになっている。また、登場する人物は共通しているが、登場するシナリオごとにまったく印象が異なるような工夫がされている。
各シナリオは物語中に分岐するのではなく、タイトル画面からプレイヤーが任意で選択する事になる。最初に選べるのは「√After」と「√Before」のみだが、条件を満たす事で更にプレイ可能なシナリオが増えていく。
√After（ルート・アフター）
主人公は笠鷺渡瀬。研究所で事故が発生した後を描く。事故の最中である為、ほんの少しの判断ミスが死に直結する緊張感のある展開となっている。
√Before（ルート・ビフォア）
主人公は天川夏彦。研究所で事故が発生する以前を追体験する。日常のシーンが多いので、判断ミスが即ゲームオーバーに繋がる事は少ないが、その分、登場人物との付き合い方が重要となってくる。
√Current（ルート・カーレント）
√A、√Bの両方をクリアするとプレイ可能。√Aを別の視点から体験する。シナリオ自体は短く、分岐も殆ど無い。
√Double（ルート・ダブル）
√Cクリア後にプレイ可能になる、本作の最終章。主人公は笠鷺渡瀬と天川夏彦の二人。時系列は上記のシナリオ全ての後で、事件の結末を描く。このシナリオを以て全ての謎が解き明かされ、物語が完結する。トゥルーエンド以外に多数のエンディングが存在する。
エクステンドルート
『Xtend edition』で追加されたルート。√Dの序盤から分岐可能。大まかな展開は既存ルートと同じだが、人間関係に変化が生じ、最後に到達する（トゥルーではない）エンディングも既存ルートとは異なったものとなっている。尚、トゥルーエンドもこちらのルートでしか到達できなくなっている。
XTEND EPISODE（エクステンドエピソード）
『Xtend edition』のみ収録のおまけシナリオ。トゥルーエンド到達後にプレイ可能。本編終盤同様にRAM Systemが発生し、各登場人物をより深く知る事ができるエピソードが展開される。
無印版終盤の二度目のRAM Systemで語られたエピソードは本編ではなくこちらに移動している。また、無印版には無かったエピソードも追加されている。

## システム
Senses Sympathy System（センシズ・シンパシィ・システム）
ゲーム中に選択肢はなく、代わりにSenses Sympathy Systemという独自のシステムによって内容が分岐する。これはエニアグラムで表された9人の登場人物のうち、誰にどれほど共感するかを入力するものであり、その結果に応じて対象の人物の意見に賛成したり反対したりするような形でシナリオが展開していく。自分自身が対象の場合、共感度が高すぎると自信過剰に、低すぎると優柔不断に陥るので、状況にあわせた適切な数値を保つ必要がある。このシステムには8割以上のユーザーが好意的な評価を下しているが、中には「選択肢のほうがいい」あるいは「分岐自体不要」という意見もあり、アドベンチャーゲームに不慣れな層にはハードルが高かったのかもしれないと中澤工は述べている。
RAM System（ラム・システム）
物語終盤、ある理由により発動するシステム。このシステムが発動するとシナリオ選択画面が表示され、複数のショートシナリオからプレイしたいシナリオを選択する事になる。ショートシナリオ内でもSenses Sympathy Systemは使用可能。各ショートシナリオ終了後は再び選択画面に戻る。これを繰り返して特定の条件を満たす事でストーリーを進める事ができる。
尚、『Smart Edition』にはこれらシステムは搭載されておらず、通常のアドベンチャーゲームのように選択肢が導入されている。また、ストーリーやエンディングの分岐は最小限に抑えられ、『Xtend edition』をベースにメインストーリーに専念させる形になっている。中澤は『Smart Edition』を「手軽に遊べるルートダブルの入門バージョン」と述べている。

## ストーリー
√Aストーリー
2030年9月16日、午前6時19分…鹿鳴市（ろくめいし）が運営する原子力生物学研究機構第6研究所…通称「ラボ」において、原因不明の爆発が発生した。
事故の通報を受けた鹿鳴市消防局の特別高度救助隊「SIRIUS（シリウス）」の隊長「笠鷺渡瀬」は、部下の橘風見や守部洵らを引き連れて、ラボの内部に救助活動へと向かう。
しかし救助活動の最中、突如「ケースN」が発動。隔壁が全て閉じられてしまい、渡瀬たちはラボの内部に閉じ込められてしまう。
そして渡瀬に突如襲い掛かる謎の男。その男が妖艶な笑みを浮かべた瞬間、渡瀬の頭に凄まじい激痛が走る。
「まさかお前も…頭の中を!?」…気が付いた時には渡瀬は、これまでの全ての記憶を失ってしまっていた。
隔壁が開放されるまで残り9時間、それまでに刻一刻と迫る火災と煙、そして放射線による死の恐怖…果たして渡瀬たちはラボに残された要救助者を全員救出し、無事にラボから脱出することが出来るのだろうか。
√Bストーリー
2030年9月16日、午前6時19分…鹿鳴市立鹿鳴学園1年B組に所属する高校生「天川夏彦」は、ある目的のために幼馴染の鳥羽ましろ、同級生の三ノ宮・ルイーズ・優衣と共に原子力生物学研究機構第6研究所…通称「ラボ」に訪れていた。
だがそこへ突然原因不明の爆発が発生し、夏彦たちはラボの内部へと閉じ込められてしまう。
「まさか奴らが動き出したのか!? 僕たちは間に合わなかったのか!?」…夏彦たちは絶望しながらも迫り来る爆発や炎から逃れ、必死にラボからの脱出を試みようとする。
だがそんな最中、夏彦の幼馴染にして同居人である琴乃悠里と出会う。訳あって家から出られないはずの彼女がこの場にいることに戸惑いながらも、彼女も合流し、皆で脱出を試みる。
しかしそんな最中、突如悠里が夏彦に意味深なことを話し出す。次の瞬間夏彦の意識は、事故が起きる前の2030年9月10日へと飛ばされてしまったのだった…。

## 登場人物

### メインキャラクター
笠鷺 渡瀬（かささぎ わたせ）
声：新垣樽助
ルートAの主人公。鹿鳴市消防局・特別高度救助隊『SIRIUS（シリウス）』Aチーム隊長。階級は消防司令補。
ラボからの通報を受けて風見たちと共に救助活動へと向かうものの、何者かに襲われてしまい、これまでの記憶を奪われてしまう。通路に倒れていた所を風見たちに救助されて行動を共にするものの、記憶を失ったことでレスキュー隊としてのスキルまでも全て失ってしまい、完全に風見たちの足手まといになってしまう。それでも長年の訓練で培ってきた強靭な肉体や身体能力と、レスキュー隊員としての「人を救いたい」という強い信念までは失われておらず、足手まといになりながらも風見たちと共に懸命に救助活動を行おうとする。
1997年9月22日生まれ。32歳。エニアグラムはType5『観察者』。
天川 夏彦（てんかわ なつひこ）
声：市来光弘
ルートBの主人公。鹿鳴市立鹿鳴学園高等部1年B組。
適正度Sでありながら、能力レベルが0という異色のコミュニケーター。幼少時は適正度がCだったのだが、ある日突然適正度がSに変貌してしまう。本来ならばコミュニケーターの適正度は生涯ずっと変わらないはずの代物であり、それ故にこの前代未聞の事態を引き起こした夏彦は、市から毎年必ず身体検査を受けるように命令されている。
適正度がSともなれば、本来なら強力なテレパシーやエンパシーが使えるようになってもおかしくないのだが、夏彦は何故かそれらの能力を全く使うことが出来ないという異端の存在である。それでも夏彦はそのことを全く気にしていない。
ある目的のためにましろ、サリュと3人でラボに訪れるのだが、そこで突然爆発事故に巻き込まれ、閉じ込められてしまう。
大人しく、冷めた性格をしており、世の中に対して斜に構えている。
父は既になくなっており、母も多忙で家を空けている事が多いとのこと。
2014年6月22日生まれ。16歳。エニアグラムはType7『情熱家』。
橘 風見（たちばな かざみ）
声：佐藤利奈
ルートAのヒロインの一人。鹿鳴市消防局・特別高度救助隊『SIRIUS（シリウス）』Aチーム副隊長。階級は消防士長。
ラボからの通報を受けて渡瀬たちと共に救助活動へと向かうものの、救助活動中に突如発令された「ケースN」により隔壁が封鎖され、洵と共に地下に閉じ込められる。その後通路に倒れていた隊長の渡瀬を救助するも、彼は記憶喪失状態。仕方なく一時的に渡瀬に代わってチームの指揮を取り、要救助者と脱出口を求めてラボ内の散策を開始する。
絶望的な現場でも常に冷静沈着で論理的な思考ができる優秀な隊員で、鹿鳴市初の女性レスキュー隊員でもある。
2002年1月13日生まれ。28歳。エニアグラムはType6『忠実家』。
守部 洵（もりべ じゅん）
声：友永朱音
ルートAのヒロインの一人。鹿鳴市消防局・特別高度救助隊『SIRIUS（シリウス）』Aチーム隊員。階級は消防士。
ラボからの通報を受けて渡瀬たちと共に救助活動へと向かうものの、救助活動中に突如発令された「ケースN」により隔壁が封鎖され、風見と共に地下に閉じ込められる。
明るく、裏表のない性格はこの絶望的な現場でも失せることはなく、皆を励ます原動力となる。
2010年3月25日生まれ。20歳。エニアグラムはType8『挑戦者』。
椿山 恵那（つばきやま えな）
声：豊口めぐみ
ルートAのヒロインの一人。鹿鳴市立鹿鳴学園教師。担当教科は超心理学。
鹿鳴学園の新任教師であり、夏彦たちのクラスの副担任。熱意溢れる指導により生徒から厚い信頼を得ている。
9月16日、何故かラボに閉じ込められる。
自尊心、自立心が強く、またエネルギッシュな性格を有している。しかしそれが災いしてレスキュー隊と意見がぶつかることもしばしば。
2006年1月20日生まれ。24歳。エニアグラムはType3『遂行者』。
琴乃 悠里（ことの ゆうり）
声：名塚佳織
ルートBのヒロインの一人。夏彦・ましろの幼馴染で、彼の家に居候する少女。とある理由により、天川家から一歩も外に出ないでいる。そのため学校にも仕事にも行っていない。
9月16日、天川家から出ないはずの彼女が何故かラボに閉じ込められる。
のんびりとした性格で、他人を思いやる優しい心を持った少女だが、時に意固地になることも…。
2012年10月8日生まれ。17歳。エニアグラムはType9『調停者』。
鳥羽 ましろ（とば ましろ）
声：今井麻美
ルートBのヒロインの一人。鹿鳴市立鹿鳴学園高等部1年B組。
毎日夏彦達の食事を作りに天川家に通っている、夏彦・悠里の幼馴染の少女。また、適正度B、レベル3相当のコミュニケーターであり、ある程度の距離以内であるならばテレパシーを自由自在に使うことができる。
9月16日、何故かラボに閉じ込められる。
明るく、献身的で、正義感を持った少女。オタク趣味。
2014年5月17日生まれ。16歳。エニアグラムはType2『援助者』。
三宮・ルイーズ・優衣（さんのみや・ルイーズ・ゆい）
声：真堂圭
ルートBのヒロインの一人。鹿鳴市立鹿鳴学園高等部1年B組。ニックネームはサリュ。
突如フランスから転校してきた天才少女。本来なら中学2年生だが、2年分飛び級している。夏彦の遠縁の親戚であり、天川家に居候することとなる。
9月16日、何故かラボに閉じ込められる。
無口で冷淡、滅多なことでは人を寄せ付けず、心も開かない少女。
2016年11月1日生まれ。13歳。エニアグラムはType4『芸術家』。
宇喜多 佳司（うきた けいじ）
声：大川透
原子力生物学研究機構第6研究所（ラボ）の一般研究員（ジュニアフェロー）。
夏彦の隣人であり、美夜子と同じくラボで働いている研究員。
9月16日、事故発生後に逃げ遅れてラボに閉じ込められる。
正義感に溢れ、曲がったことを嫌う完璧主義者。
1995年1月9日生まれ。35歳。エニアグラムはType1『批評家』。

### サブキャラクター
天川 美夜子（てんかわ みよこ）
声：大原さやか
原子力生物学研究機構第6研究所（ラボ）の上級研究員（シニアフェロー）。
1994年10月28日生まれ。36歳。
夏彦の母親であり、彼がまだ幼い頃に夫の瞬を亡くしている。それ以来女手1つで夏彦のことを養ってきた。
仕事が壊滅的なまでに忙しくラボに泊り込むことが多いため、滅多に家に帰ってくることが無い。そのため夏彦には自分名義のクレジットカードを渡し、彼が生活に困らないようにしている。しかしそれが原因で夏彦との親子関係が断絶状態にあり、夏彦からはそれが原因で嫌われている。それでも夏彦のことを心の底から大切に思っている。

### ドラマCD『超能力少女ビヨンド☆びよんど』の登場人物
神無月 きらら
声：氷上恭子
本作の主人公。

## スタッフ
- 原案・監督・プロデューサー：中澤工
- メインキャラクターデザイン・原画：みけおう
- サブキャラクターデザイン・原画：わだぺん。、おおたか鳴海
- シナリオ：チーム月島（月島総記、月島トラ、日向もやし）
- 彩色設計・CG監修：eco*
- BGM作曲：佐藤拓馬
- ムービー：神月社

## 主題歌
OP「Double Bible」
歌：結城アイラ / 作詞：松井洋平 / 作曲・編曲：Team.ねこかん[猫]
ED「Rondo Carrousel」
歌：結城アイラ / 作詞：松井洋平 / 作曲・編曲：Team.ねこかん[猫]

## 書誌情報

### ノベライズ
著 - 月島総記 / イラスト - shri / 原作 - イエティ/レジスタ
講談社BOX（講談社）より発売。メインシナリオを手掛けた月島総記が自らノベライズしている。
- 『ルートダブル -Before Crime*After Days- √After』、2012年8月2日発売。ISBN 978-4-06-283814-6
- 『ルートダブル -Before Crime*After Days- √Before』、2012年8月3日発売。ISBN 978-4-06-283815-3
- 『ルートダブル -Before Crime*After Days- √Current』、2012年11月2日発売。ISBN 978-4-06-283819-1
- 『ルートダブル -Before Crime*After Days- √Double』、2013年4月2日発売。ISBN 978-4-06-283828-3

### コミカライズ
作画 - 桃山ひなせ / 原作：イエティ/レジスタ / 企画・原案・監督：中澤工 / シナリオ：月島総記・月島トラ・日向もやし / メインキャラクターデザイン：みけおう
ガンガンONLINE（スクウェア・エニックス）において『√After』が2013年3月21日から2014年5月15日にかけて、『√Before』が2013年4月18日から2014年6月19日にかけて連載された後、ガンガンコミックスより発売された。
- 『ルートダブル -Before Crime*After Days- √After』
  1. 2013年12月21日発売。ISBN 978-4-7575-4173-3
  2. 2014年8月22日発売。ISBN 978-4-7575-4392-8
- 『ルートダブル -Before Crime*After Days- √Before』
  1. 2013年12月21日発売。ISBN 978-4-7575-4174-0
  2. 2014年8月22日発売。ISBN 978-4-7575-4393-5

## モデル
原案・監督・プロデューサーを務めた中澤工によれば、本作の舞台である鹿鳴市のモデルは筑波研究学園都市（茨城県つくば市）であり、鹿鳴市の市章もつくば市のものをアレンジしている。また、鹿鳴湖は同じく茨城県の霞ヶ浦がモデルとなっている。　
なお、茨城県は日本原子力研究開発機構の原子力科学研究所をはじめ多くの原子力研究施設が立地しており、研究用原子炉も存在する。
（つくば市にも原子力が関わる研究機関として高エネルギー加速器研究機構が存在するが、原子炉はない）
また、鹿鳴市の名前の由来は鹿鳴館からきているが、同県内には名前がよく似ている鹿嶋市という市がある。